# Associazione Calcio Lecco 1964-1965
Questa pagina raccoglie le informazioni riguardanti l'Associazione Calcio Lecco nelle competizioni ufficiali della stagione 1964-1965.

## Stagione
Nella stagione 1964-1965 il Lecco disputa il campionato di Serie B, un torneo con 20 squadre che prevede tre promozioni ed altrettante retrocessioni, con 46 punti in classifica si piazza in quarta posizione, salgono in Serie A il Brescia con 49 punti, il Napoli con 48 punti e la Spal con 47 punti, scendono in Serie C il Bari con 33 punti, la Triestina con 28 punti ed il Parma con 23 punti.
Per la terza stagione consecutiva il Lecco sfiora la promozione. Il presidente Mario Ceppi si riaffida ad Angelo Piccioli sia come valorizzatore di nuovi talenti che come guida tecnica. I suoi cardini stagionali sono una difesa ferrea, la seconda miglior difesa del torneo dopo il Napoli, e la definitiva consacrazione al centro dell'attacco di Sergio Clerici, che con 20 reti vince la classifica dei marcatori al fianco del bresciano Gigi De Paoli. Hanno fatto molto bene anche la mezzala Giorgio Azzimonti prelevato dalla Solbiatese e autore di 10 reti e la guizzante ala destra Sauro Fracassa proveniente dall'Empoli, autore di sei centri. Si rivelano decisive per il Lecco nella corsa promozione, le ultime due giornate, pareggiate a Trani (2-2) ed in casa con il Modena (0-0). Discreto il percorso dei blucelesti in Coppa Italia, supera il Padova al primo turno, la Sampdoria al secondo turno, mentre cede il passo alla Juventus negli Ottavi di finale, Juventus che andrà a vincere la Coppa Italia.

## Rosa
| N. |                    | Ruolo | Calciatore         |
| -- | ------------------ | ----- | ------------------ |
|    | Italia (bandiera)  | C     | Giorgio Azzimonti  |
|    | Italia (bandiera)  | D     | Attilio Bravi      |
|    | Italia (bandiera)  | C     | Isidoro Brusadelli |
|    | Brasile (bandiera) | A     | Sergio Clerici     |
|    | Italia (bandiera)  | D     | Vinicio Facca      |
|    | Italia (bandiera)  | C     | Sergio Ferrari     |
|    | Italia (bandiera)  | C     | Sauro Fracassa     |
|    | Italia (bandiera)  | C     | Italo Galbiati     |
|    | Italia (bandiera)  | P     | Gianvito Geotti    |
|    | Italia (bandiera)  | A     | Riccardo Innocenti |

| N. |                   | Ruolo | Calciatore          |
| -- | ----------------- | ----- | ------------------- |
|    | Italia (bandiera) | A     | Angelo Longoni      |
|    | Italia (bandiera) | P     | Giuseppe Meraviglia |
|    | Italia (bandiera) | C     | Antonio Pasinato    |
|    | Italia (bandiera) | C     | Giovanni Pedroni    |
|    | Italia (bandiera) | A     | Giovanni Ridolfi    |
|    | Italia (bandiera) | C     | Luciano Rigato      |
|    | Italia (bandiera) | C     | Giovanni Sacchi     |
|    | Italia (bandiera) | A     | Gianfranco Sarchi   |
|    | Italia (bandiera) | A     | Giampiero Schiavo   |
|    | Italia (bandiera) | D     | Ezio Tettamanti     |

## Risultati

### Serie B

#### Girone di andata
| Arbitro: | Palazzo (Palermo) |

|                       |           |  |
| Facca 58’ Clerici 79’ | Marcatori |  |

| Alessandria 20 settembre 1964 2ª giornata | Alessandria    | 0 – 0 | Lecco | Stadio Giuseppe Moccagatta\| Arbitro: \| Pieroni (Roma) \| |
| Arbitro:                                  | Pieroni (Roma) |       |       |                                                            |

| Arbitro: | Vitullo (Roma) |

|               |           |  |
| Innocenti 76’ | Marcatori |  |

| Arbitro: | Nobilia (Roma) |

|                         |           |             |
| Cignani 14’ Novelli 17’ | Marcatori | 11’ Longoni |

| Arbitro: | Marengo (Chiavari) |

|                                                         |           |  |
| Azzimonti 51’, 80’ Longoni 63’ Fracassa 78’ Clerici 88’ | Marcatori |  |

| Arbitro: | Sebastio (Taranto) |

|               |           |  |
| Marchioro 18’ | Marcatori |  |

| Arbitro: | Piantoni (Terni) |

|  |           |                                |
|  | Marcatori | 42’, 78’ Clerici 82’ Azzimonti |

| Arbitro: | Carminati (Milano) |

|             |           |  |
| Longoni 80’ | Marcatori |  |

| Verona 15 novembre 1964 9ª giornata | Verona          | 0 – 0 | Lecco | Stadio Marcantonio Bentegodi\| Arbitro: \| Acernese (Roma) \| |
| Arbitro:                            | Acernese (Roma) |       |       |                                                               |

| Arbitro: | Politano (Cuneo) |

|                                             |           |  |
| Azzimonti 9’ Fracassa 33’ Massei 82’ (aut.) | Marcatori |  |

| Arbitro: | Rancher (Roma) |

|              |           |  |
| Mainardi 89’ | Marcatori |  |

| Arbitro: | De Robbio (Torre Annunziata) |

|                                       |           |  |
| Clerici 13’ Azzimonti 61’, 78’ (rig.) | Marcatori |  |

| Arbitro: | Marchiori (Padova) |

|                                      |           |                           |
| Clerici 15’ Longoni 48’ Fracassa 83’ | Marcatori | 26’ Galletti 78’ Buccione |

| Napoli 20 dicembre 1964 14ª giornata | Napoli            | 0 – 0 | Lecco | Stadio San Paolo\| Arbitro: \| Angonese (Mestre) \| |
| Arbitro:                             | Angonese (Mestre) |       |       |                                                     |

| Arbitro: | Camozzi (Ascoli Piceno) |

|                               |           |  |
| Galbiati 49’ Clerici 66’, 76’ | Marcatori |  |

| Padova 10 gennaio 1965 16ª giornata | Padova              | 0 – 0 | Lecco | Stadio Silvio Appiani\| Arbitro: \| Bernardis (Trieste) \| |
| Arbitro:                            | Bernardis (Trieste) |       |       |                                                            |

| Arbitro: | Varazzani (Parma) |

|           |           |  |
| Cozzi 40’ | Marcatori |  |

| Arbitro: | Figuccia (Marsala) |

|             |           |  |
| Clerici 65’ | Marcatori |  |

| Modena 31 gennaio 1965 19ª giornata | Modena           | 0 – 0 | Lecco | Stadio Alberto Braglia\| Arbitro: \| Politano (Cuneo) \| |
| Arbitro:                            | Politano (Cuneo) |       |       |                                                          |

#### Girone di ritorno
| Venezia 7 febbraio 1965 20ª giornata | Venezia        | 0 – 0 | Lecco | Stadio Pierluigi Penzo\| Arbitro: \| Rancher (Roma) \| |
| Arbitro:                             | Rancher (Roma) |       |       |                                                        |

| Arbitro: | Piantoni (Terni) |

|                                  |           |  |
| Clerici 53’ Azzimonti 79’ (rig.) | Marcatori |  |

| Arbitro: | Pieroni (Roma) |

|             |           |  |
| Recagni 70’ | Marcatori |  |

| Lecco 28 febbraio 1965 23ª giornata | Lecco           | 0 – 0 | Triestina | Stadio Mario Rigamonti\| Arbitro: \| Acernese (Roma) \| |
| Arbitro:                            | Acernese (Roma) |       |           |                                                         |

| Arbitro: | Angonese (Mestre) |

|                    |           |              |
| Melonari 9’ (rig.) | Marcatori | 10’ Galbiati |

| Lecco 14 marzo 1965 25ª giornata | Lecco               | 0 – 0 | Catanzaro | Stadio Mario Rigamonti\| Arbitro: \| Bernardis (Trieste) \| |
| Arbitro:                         | Bernardis (Trieste) |       |           |                                                             |

| Arbitro: | Rancher (Roma) |

|                  |           |                                             |
| Clerici 25’, 38’ | Marcatori | 18’ S. Bercellino 61’ Casati 75’ Boninsegna |

| Arbitro: | Roversi (Bologna) |

|            |           |  |
| Pagani 16’ | Marcatori |  |

| Arbitro: | Marengo (Chiavari) |

|                           |           |                                |
| Clerici 32’ Innocenti 35’ | Marcatori | 75’ (rig.) Savoia 81’ Scaratti |

| Arbitro: | Monti (Ancona) |

|               |           |  |
| Cavallito 61’ | Marcatori |  |

| Arbitro: | Politano (Cuneo) |

|                          |           |              |
| Fracassa 18’ Clerici 22’ | Marcatori | 16’ Mainardi |

| Palermo 2 maggio 1965 31ª giornata | Palermo          | 0 – 0 | Lecco | Stadio La Favorita\| Arbitro: \| Sbardella (Roma) \| |
| Arbitro:                           | Sbardella (Roma) |       |       |                                                      |

| Arbitro: | Pieroni (Roma) |

|                        |           |                               |
| Panara 58’ Baccari 73’ | Marcatori | 5’, 64’ Clerici 39’ Innocenti |

| Arbitro: | De Marchi (Pordenone) |

|                                               |           |  |
| Mistone 10’ (aut.) Innocenti 67’ Fracassa 77’ | Marcatori |  |

| Parma 23 maggio 1965 34ª giornata | Parma          | 0 – 0 | Lecco | Stadio Ennio Tardini\| Arbitro: \| Rancher (Roma) \| |
| Arbitro:                          | Rancher (Roma) |       |       |                                                      |

| Arbitro: | Righetti (Torino) |

|                                     |           |               |
| Clerici 29’, 50’, 82’ Azzimonti 47’ | Marcatori | 85’ Cavicchia |

| Arbitro: | Carminati (Milano) |

|                                          |           |             |
| Azzimonti 15’ Innocenti 50’ Fracassa 86’ | Marcatori | 58’ Recagno |

| Arbitro: | Lo Bello (Siracusa) |

|                                  |           |                           |
| Galvanin 9’ (rig.) Bazzarini 89’ | Marcatori | 23’ Clerici 82’ Azzimonti |

| Lecco 20 giugno 1965 38ª giornata | Lecco               | 0 – 0 | Modena | Stadio Mario Rigamonti\| Arbitro: \| Francescon (Padova) \| |
| Arbitro:                          | Francescon (Padova) |       |        |                                                             |

### Coppa Italia
| Arbitro: | Marengo (Chiavari) |

|                                   |           |  |
| Azzimonti 50’ (rig.) Fracassa 66’ | Marcatori |  |

| Arbitro: | Pieroni (Roma) |

|                               |           |  |
| Clerici 1’, 46’ Innocenti 82’ | Marcatori |  |

| Arbitro: | De Robbio (Torre Annunziata) |

|  |           |                          |
|  | Marcatori | 102’ Sivori 120’ Del Sol |

## Statistiche

### Statistiche di squadra
| Competizione | Punti | In casa | In casa | In casa | In casa | In casa | In casa | In trasferta | In trasferta | In trasferta | In trasferta | In trasferta | In trasferta | Totale | Totale | Totale | Totale | Totale | Totale | DR  |
| Competizione | Punti | G       | V       | N       | P       | Gf      | Gs      | G            | V            | N            | P            | Gf           | Gs           | G      | V      | N      | P      | Gf     | Gs     | DR  |
| ------------ | ----- | ------- | ------- | ------- | ------- | ------- | ------- | ------------ | ------------ | ------------ | ------------ | ------------ | ------------ | ------ | ------ | ------ | ------ | ------ | ------ | --- |
| Serie B      | 46    | 19      | 14      | 4       | 1       | 40      | 10      | 19           | 2            | 10           | 7            | 10           | 13           | 38     | 16     | 14     | 8      | 50     | 23     | +27 |
| Coppa Italia |       | 3       | 2       | 0       | 1       | 5       | 2       | -            | -            | -            | -            | -            | -            | 3      | 2      | 0      | 1      | 5      | 2      | +3  |
| Totale       |       | 22      | 16      | 4       | 2       | 45      | 12      | 19           | 2            | 10           | 7            | 10           | 13           | 41     | 18     | 14     | 9      | 55     | 25     | +30 |

### Statistiche dei giocatori
| Giocatore     | Serie B  | Serie B | Coppa Italia | Coppa Italia | Totale   | Totale |
| Giocatore     | Presenze | Reti    | Presenze     | Reti         | Presenze | Reti   |
| ------------- | -------- | ------- | ------------ | ------------ | -------- | ------ |
| G. Azzimonti  | 36       | 10      | ?            | ?            | 36+      | 10+    |
| A. Bravi      | 36       | 0       | ?            | ?            | 36+      | 0+     |
| I. Brusadelli | 1        | 0       | ?            | ?            | 1+       | 0+     |
| S. Clerici    | 37       | 20      | ?            | ?            | 37+      | 20+    |
| V. Facca      | 36       | 1       | ?            | ?            | 36+      | 1+     |
| S. Ferrari    | 4        | 0       | ?            | ?            | 4+       | 0+     |
| S. Fracassa   | 35       | 6       | ?            | ?            | 35+      | 6+     |
| I. Galbiati   | 32       | 2       | ?            | ?            | 32+      | 2+     |
| G. Geotti     | 29       | -16     | ?            | ?            | 29+      | -16+   |
| R. Innocenti  | 24       | 5       | ?            | ?            | 24+      | 5+     |
| A. Longoni    | 24       | 4       | ?            | ?            | 24+      | 4+     |
| G. Meraviglia | 9        | -7      | ?            | ?            | 9+       | -7+    |
| A. Pasinato   | 35       | 0       | ?            | ?            | 35+      | 0+     |
| L. Rigato     | 2        | 0       | ?            | ?            | 2+       | 0+     |
| G. Sacchi     | 38       | 0       | ?            | ?            | 38+      | 0+     |
| G. Schiavo    | 35       | 0       | ?            | ?            | 35+      | 0+     |
| E. Tettamanti | 5        | 0       | ?            | ?            | 5+       | 0+     |